# Žalik žena
Žalik žena, Žal žena, Žark žena, Žar žena ali Žalka je eno od bajeslovnih, mističnih bitij v ljudskih pripovedkah,  ki se pojavlja predvsem na Koroškem, in ki  je  istovetna Jébek ženi iz Kranjske gore ,  izročilo Žalik žene pa se staplja  z izročilom o vilah, sojenicah  in rojenicah. Ime je prevzeto iz poimenovanja germanskih blaženih žensk z izrazom  selig, to je »svet« (in ewig, to je »večen«, pri  Jébek ženah).
V belo oblačilo oblečene Žalik žene so dobre bele žene z lepimi dolgimi lasmi. Ljudem so prijazne, kmetom svetujejo pri poljskih delih in opravilih, jim pomagajo, a le, če jih pustijo pri miru. Pastirjem blagoslavljajo črede in skrbijo za to, da ima živina dovolj mleka, domačiji pa podarijo klobčič neskončne niti, ki nima konca, razen če gospodarica niti ni prekolne. Včasih podobno kot rojenice ob rojstvu pridejo obiskat otroka, da bi prerokovale kako bo potekalo njegovo življenje. Pojavijo se podobno kot dobre vile, takrat kadar jih ljudje najbolj potrebujejo. Imajo lastnosti čarobnega bitja, saj uresničujejo želje. Njihovi nasprotniki so škopnjaki. Niso tako mlade kot vile, zato pa bolj izkušene in razumevajoče. Prepirov ne marajo, raje se umaknejo v samoto. Kakor pravi Marie Louise von Franz se ljudje v težkih situacijah, neznosni bolečini, skratka, ko ne vidimo nobenega izhoda, obrnemo na nekaj mističnega, nerealističnega, nadnaravnega kar je tudi žalik žena.